# Code électoral marocain de 1997
Lire en ligne

Sur le site Sgg Maroc

Au Maroc, le Code électoral de 1997 est le texte législatif qui comporte un dispositif regroupant en une seule référence juridique uniforme, moderne et d'accès facile la législation électorale en vigueur et dont les textes sont épars et diversifiés.
Il a été adopté le 2 avril 1997 et a connu des amendements jusqu'en 2008. En 2011, à l'occasion de l'adoption de la constitution du 1er juillet, un nouveau code électoral vient abroger la plupart de ses dispositions à la part la deuxième partie et le cinquième titre de la troisième partie qui restent applicables au sujet des élections des chambres professionnelles.

## Présentation
Le code est composé de cinq parties:
- Exposé des motifs;
- Première partie: Établissement et révision des listes électorales générales;
  - Titre Premier: Établissement des listes électorales générales;
    - Chapitre Premier: Conditions d'inscription et incapacités électorales;
    - Chapitre 2: Procédure d'établissement des listes électorales générales;

  - Titre II: Révision et adaptation des listes électorales générales
    - Chapitre premier: Révision des listes électorales;
    - Chapitre 2: Traitement informatique des listes électorales en vue de leur adaptation;

  - Titre III: Contentieux relatif aux listes électorales générales.
- Deuxième partie: Dispositions communes à l'organisation des référendums et à l'élection des conseillers régionaux, des membres des assemblées préfectorales et provinciales, des conseillers communaux et des membres des chambres professionnelles;
  - Titre premier: Dispositions générales relatives aux cartes d'électeurs, aux candidatures et à la durée du mandat;
    - Chapitre premier: Cartes d'électeurs;
    - Chapitre 2: Conditions d'éligibilité et inéligibilités;
    - Chapitre 3: Durée du mandat, délais des opérations électorales et modalités de dépôt des candidatures;

  - Titre II: Campagne électorale;
  - Titre III: Le vote;
    - Chapitre premier: Opérations préparatoires au scrutin;
    - Chapitre 2: Modalités de vote;
    - Chapitre 3: Dépouillement, recensement des votes et proclamation des résultats;

  - Titre IV: Contentieux électoral.
  - Titre V: Détermination et sanction des infractions commises à l'occasion des élections.
- Troisième partie: Dispositions spéciales à l'organisation des référendums et à l'élection des conseillers régionaux des membres des assemblées préfectorales et provinciales, des conseillers communaux et des membres des chambres professionnelles.
  - Titre premier: Dispositions spéciales à l'organisation des référendums;
  - Titre II: Dispositions spéciales à l'élection des conseillers régionaux;
  - Titre III: Dispositions spéciales à l'élection des membres des assemblées préfectorales et provinciales;
  - Titre IV: Dispositions spéciales à l'élection des conseils communaux;
  - Titre V: Dispositions spéciales à l'élection des membres des chambres professionnelles;
- Quatrième partie: Financement et utilisation des moyens audiovisuels publics lors des campagnes électorales menées à l'occasion des élections générales communales et législatives.
  - Titre premier: Participation de l'état au financement des campagnes électorales menées par les partis politiques;
  - Titre II: Dépenses des candidats à l'occasion des campagnes électorales;
  - Titre III: Utilisation des moyens audiovisuels publics;
- Cinquième partie: Dispositions transitoires et finales.

## Amendement
Le code électoral marocain a été amendé par les textes suivants:
| Numéro | Dahir de promulgation                                   | numéro de la loi | numéro du B.O. | date du B.O. | Lien de téléchargement de la B.O. | Principales Amendements                                                                                 |
| ------ | ------------------------------------------------------- | ---------------- | -------------- | ------------ | --------------------------------- | --- |
| 1      | Dahir no 1-03-83 du 20 moharrem 1424 (24 mars 2003)     | 64-02            | 5096           | 03-04-2003   |                                   | Age d'électeur: 18 au lieu de 20 ans les commissions administratives de révision des listes électorales |
| 2      | Dahir no 1-07-07 du 3 rabii I 1428 (23 mars 2007)       | 23-06            |                |              |                                   | |
| 3      | Dahir no 1-08-150 du 2 moharrem 1430 (30 décembre 2008) | 36-08            | 5696           | 01-01-2009   |                                   | |